# Kanton Caraman
Caraman is een voormalig kanton van het Franse departement Haute-Garonne. Het kanton maakte deel uit van het arrondissement Toulouse. Het werd opgeheven bij decreet van 13 februari 2014 met uitwerking op 22 maart 2015.

## Gemeenten
Het kanton Caraman omvatte de volgende gemeenten:
- Albiac
- Auriac-sur-Vendinelle
- Beauville
- Le Cabanial
- Cambiac
- Caragoudes
- Caraman (hoofdplaats)
- Le Faget
- Francarville
- Loubens-Lauragais
- Mascarville
- Maureville
- Mourvilles-Basses
- Prunet
- La Salvetat-Lauragais
- Saussens
- Ségreville
- Toutens
- Vendine